# يبهون إن
طائرة (يبهون إن ) هي هدف جوي ذو هيكل يعطي مساحة رفع مقدارها 2.92 متر مربع.
صممت (يبهون إن ) باستخدام ميكانيكية هواء متقدمة، مما يجعلها تتمتع بخصائص طيران رائعه وأداء متفوق في قدرة الطيران مقارنة بالتصميمات التقليدية الأخرى.
وتستخدم (يبهون إن ) كهدف فعلي للرماية الجوية.
تحاكي طائرة (يبهون إن ) عمليات تهديد منظومة الدفاع الجوي، عن طريق المعدات المزودة بها. كما أنها تتميز بنظام الطيار الاّلي ذي التحكم الرقمي القابل للبرمجة والذي يعطيها التحكم في استفرار الطيران وتثبيت الإتجاه. كما أن ميكانيكية الهواء المتطورة تعطيها المزيد من الأستقرار.
تحمل (يبهون إن ) نظام ملاحي متطور قابل للبرمجة لعدة مسارات طيران بواسطة محطة التحكم الأرضية. كما انه يمكن استخدامها مرات عديدة لمهمات التدريب والتمرين.

## المواصفات
المسافة بين الجناحين
	2.75 متر 	9.02 قدم
الطول
	3 متر 	9.8 قدم
الارتفاع
	0.528 متر 	1.73 قدم
مساحة الرفع الكلية 	2.9 متر مربع 	31.2 قدم مربع
وزن الطائرة فارغة
	55 كجم 	121 رطل
حمولة الإقلاع القصوى
	100 كجم 	220 رطل
وزن الأحمال
	40 كجم 	88 رطل
سعة خزان الوقود 	20 لتر 	5.3 جالون
قوة المحرك 	34/50 حصان

## أداء الرحلة
سرعة التحليق
360 كم/س
[100 م/ث]
195 عقدة
سرعة الإطلاق
97 كم/س
[24 م/ث]
52 عقدة
السرعة القصوى
420 كم/س
[117 م/ث]
227 عقدة
معدل التسلق الأساسي
[12 م/ث]
فترة الطيران
3 ساعات
سقف الارتفاع
6000 متر
20000 قدم
القدرة على المناورة
6 ضغط جوي

## الأبعاد
المسافة بين الجناحين
2.75 متر
9.02 قدم
الطول
3 متر
9.8 قدم
الارتفاع
0.528 متر
1.73 قدم
مساحة الرفع الكلية
2.9 متر مربع
31.2 قدم مربع

## الأحمال
يمكن استيعاب مجموعة كبيرة من الأحمال مثل:
• عبوات الدخان
• الشعلات الحرارية دون الحمراء
• عاكسات أشعة الرادار الفعالة والسلبية
• عدسة لونبرج

## وصلات خارجية
http://adcom-systems.com/ARB/Targets/YAHBON-N/Overview.htm